# Titjikala
Titjikala – miasto w Australii, w Terytorium Północnym.